# Iugá-purana
El Iugá-purana (‘leyendas de los eones’) es un antiguo texto indio, que forma parte de la extensa literatura puránica (del primer milenio de la era común).
Es considerado uno de los Puranas más antiguos, escrito alrededor del 250 d. C.
Consiste en diez capítulos, y está incluido en el texto del Gargui-samjita (también llamado Vridha-garguía-yiotisha (‘gran astrología de Garga’). Es el texto indio más extenso que describe la invasión de la India por guerreros extranjeros (indogriegos e indoescitas) durante el siglo I y II d. C.

El Yuga-purana es especial porque es el único texto indio que describe en detalle las incursiones de los indogriegos y los indoescitas en la India central. Además contiene lo que casi seguramente es el relato más antiguo de los cuatro iugás ―las eras humanas― de la manera que posteriormente fue adoptada por el Majábharata y el resto de los Puranas. Por lo tanto es un texto clave para el estudio tanto de un período de la historia temprana de la India y la evolución de las ideas indias acerca del tiempo.
Solapa de la traducción al inglés del Iugá-purana, edición de 2002.

## Estilo narrativo
Aunque el Iuga-purana fue escrito entre los siglos I y II, el propio texto se refiere como pasado a las partes relativas a las edades anteriores a kali-iugá, y luego se refiere como futuro a todos los relatos desde el comienzo de kali-iugá (que se supone que comenzó hacia el 3100 a. C.). Esto se debe a que se supone que su contenido ha sido revelado por los dioses, y todos los acontecimientos históricos del siglo II se presentan como predicciones realizadas tres milenios antes.

El relato está compuesto parcialmente en tiempo pasado, y parcialmente en tiempo futuro. Este uso del tiempo futuro constituye el estilo que también se encuentra generalmente en pasajes que hablan de kali-iugá en las epopeyas y en los Puranas: la razón de esto es que esos pasajes ―como los del Mahabharata y los Puranas en general― declaran haber sido pronunciados o revelados hacia el inicio de kali iugá; por eso sus descripciones del kali iugá se expresan en la forma de profecías.
James Mitchiner en la introducción de su traducción del Iugá-purana.

El Iugá-purana fue traducido al inglés por el sanscritólogo británico James Mitchiner, alto comisionado adjunto en Calcuta (Bengala).

## Contenido del «Iuga-purana»

### 4) La incursión iavana
La invasión de los iavana (los «jonios» indogriegos) se describe de manera bastante detallada:

Después de haber conquistado Saketa, el país de los panchala y los mathuras, los malvados y temerarios iavanas, alcanzarán Kusuma Duash (‘la ciudad de la flor estándar’, Pataliputra). Las gruesas fortificaciones de barro en Pataliputra serán alcanzadas, y todas las provincias estarán en desorden, sin lugar a dudas. En definitiva, va a seguir una gran batalla, con máquinas hechas con árboles [torres de asedio].
Iugá-purana, párrafo 5

Los iávanas vencerán, y los reyes desaparecerán. Pero en última instancia los iavanas, embriagado por la lucha, no se quedarán en el País del Medio Madhia-Desh. Habrá, sin duda, una guerra civil entre ellos, que surgirán en su propio país [Bactria]. Habrá una guerra terrible y feroz.
Iugá-purana, capítulo 7

### 5) Los siete reyes de Saketa
Después de la partida de los iavana, el Iugá-purana explica que el área de Saketa fue gobernada por siete reyes.

### 9) La incursión de los sakas y la derrota
El Iugá-purana describe que un poderoso rey saka incursionó en Pushpa Nama (Pataliputra), donde mató a una cuarta parte de la población. Más tarde fue asesinado por Shata, el rey de Kalinga y por un grupo de Sabalas (Savaras).